# Regolamento Internazionale delle Carrozze
Regolamento Internazionale delle Carrozze (kurz RIC, deutsch: Vereinbarung über den Austausch und die Benutzung der Reisezugwagen im internationalen Verkehr) gehört zu den Rechtsvorschriften für den internationalen Eisenbahnverkehr und ist ein 1922 zwischen europäischen Eisenbahnen geschlossenes Abkommen über international einsatzfähige Reisezugwagen. Bis 1982 wurde das RIC von den SBB betreut, seitdem vom internationalen Eisenbahnverband (UIC). Heute nehmen 42 Eisenbahngesellschaften aus Europa am RIC teil. Dies gilt jedoch nicht auf den britischen Inseln oder im Netz der Russischen Breitspur (inkl. Finnland). Bahnen dieser Länder können dennoch RIC-kompatible Wagen haben.
Im RIC wird festgelegt, welche technischen Bedingungen ein Eisenbahnwagen erfüllen muss, um international eingesetzt werden zu können. Wagen, die diese Bedingungen erfüllen, tragen das Symbol RIC und dürfen ohne gesonderte Zulassung bei allen RIC-Bahnen verkehren.

RIC-Raster

Im RIC-Raster werden außerdem die zulässigen Geschwindigkeiten, die zulässigen Spannungen sowie die maximale Stromstärke der Zugsammelschiene angegeben. Ein Ankersymbol zeigt die Zulässigkeit der Benutzung von Eisenbahnfähren an. Sind Länderkürzel im RIC-Raster angegeben, dann ist der Wagen nur für die angegebenen Länder zugelassen.
Die Wagennummer eines RIC-Wagens beginnt mit 51, 52, 53, 61, 62, 63, 71 oder 73. Die Wagennummer 71 war nur von 1971 bis 1995 aktiv und kennzeichnete den Internationalen Schlafwagenpool, bekannt auch unter dem Namen TEN-Pool. Dieser Pool war nur in Westeuropa tätig und beinhaltete ausschließlich Schlafwagen der CIWL und der DSG.

Raster eines Wagens ohne RIC

Es gibt auch international einsetzbare Wagen ohne RIC. Diese erfordern eine besondere Vereinbarung mit den Eisenbahninfrastrukturunternehmen, auf deren Netzen sie verkehren dürfen. An solche Wagen kann ebenfalls ein RIC-Raster angeschrieben sein, jedoch mit einem Kreuz anstelle der Buchstaben RIC und mit den Abkürzungen der Länder, für die der Wagen zugelassen ist.
Die gegenseitige Nutzung der Fahrzeuge wurde zwischen den Bahngesellschaften früher über die Verrechnungswährung des Goldfranken ausgeglichen.